# Ḩoseyn Kord
Ḩoseyn Kord (persiska: حسين كرد) är en ort i Iran.   Den ligger i provinsen Golestan, i den norra delen av landet, 400 km öster om huvudstaden Teheran. Ḩoseyn Kord ligger 199 meter över havet och antalet invånare är 157.
Terrängen runt Ḩoseyn Kord är kuperad åt sydost, men åt nordväst är den platt. Runt Ḩoseyn Kord är det ganska glesbefolkat, med 48 invånare per kvadratkilometer. Närmaste större samhälle är Mīnūdasht, 2,6 km väster om Ḩoseyn Kord. I omgivningarna runt Ḩoseyn Kord växer i huvudsak blandskog.